# 石坂・森口のくっきん夫婦
『石坂・森口のくっきん夫婦』（いしざか・もりぐちのくっきんふうふ）は、1991年4月19日から1992年3月27日までTBS系列局で放送されていた料理番組・トーク番組である。イーストと毎日放送の共同製作。放送時間は毎週金曜 19:00 - 19:30（日本標準時）、19:28から『日本列島あしたのお天気』を放送していたTBSでは19:28までの放送。

## 概要
TBS製作の『ギミア・ぶれいく』で行われていた料理コーナー「ラーナハーン石坂」をベースにした番組。同コーナーと同様に石坂浩二と森口博子が夫婦という設定で出演し、毎回ゲストと料理をしながらトークを繰り広げていた。

## スタッフ
- 構成：高橋秀樹、樋口弘樹
- 技術：須田庫次
- カメラ：植田賢
- 音声：藤田信夫
- 照明：河原真一
- ＶＥ：清田真市
- ＶＴＲ：門脇るみ子
- 音響：橅木正志（東京サウンド企画　現 スカイウォーカー）
- タイムキーパー：伊藤裕子
- 編集：千房和子
- ＭＡ：横倉巌
- 美術：横山勇、ウッドオフィス
- メイク：ヘアディメンション、バルール
- コーディネイト：桜井明子、菅原孝子
- 技術協力：STUDIO ROX、Salaインターナショナル、クロースタジオ
- 制作協力：石坂ミュージカルエンタープライズ
- 演出ディレクター：西滝順二、洪龍吉、今野徹、芳住昌之 (4人の中から毎回1人が演出担当)
- プロデューサー：奥村正（イースト）、丸谷嘉彦（毎日放送）
- 製作：毎日放送、イースト

## 備考
本番組の終了後、毎日放送製作枠であるこの金曜19:00枠と中部日本放送 (CBC) 製作枠である日曜22:00枠の交換が行われた。これにより、CBC製作枠となった金曜19:00枠では『クイズ!おみごと日本』が、毎日製作枠となった日曜22:00枠（日曜22:30枠との統合で1時間枠化）では『たけし・所のドラキュラが狙ってる』が開始された。